# Championnat d'Afrique des nations masculin de handball 1987
Navigation
Championnat d'Afrique des Nations 1985 Championnat d'Afrique des Nations 1989
La 7e édition du championnat d'Afrique des nations masculin de handball a eu lieu à Rabat (Maroc) du 3 au 12 juillet 1987. Le tournoi réunit les meilleures équipes masculines de handball en Afrique et se déroule en même temps que le tournoi féminin.
Vainqueur en finale 22 à 16 face à l'Équipe d'Égypte, l'Équipe d'Algérie remporte son 4e titre consécutif de champion d'Afrique. Elle obtient à cette occasion sa qualification pour les Jeux olympiques de 1988

## Présentation

### Équipes qualifiées
Dix équipes étaient initialement qualifiées : Algérie, Tunisie, RP Congo, Égypte, Angola, Sénégal, Côte d'Ivoire, Nigeria, Ghana et Maroc.
Le Nigeria et le Ghana, qui s'étaient qualifiés via le Championnat d'Afrique des nations B, n'ont donc finalement pas participé à la compétition.

### Lieux de la compétition
La compétition se joue à Rabat dans la Salle Ibn Yassine et la Salle Moulay Abdallah. Les matchs sont joués en nocturne en raison de la canicule.

## Phase de poule
Les 8 équipes qualifiées sont réparties en deux poules.

### Poule A
Le match d'ouverture s'est déroulé le vendredi soir 3 juillet 1987 à 20h dans la Salle Ibn Yassine de Rabat devant un public record :
| 3 juillet 1987 20h00 | Algérie             | 23 - 16 (11-7) | Maroc     | Salle Ibn Yassine, Rabat Arbitrage : Babacar N'Daye et Moussaci Seck |
| 3 juillet 1987 20h00 | Djaffar Belhocine 5 |                | Adloune 5 | Salle Ibn Yassine, Rabat Arbitrage : Babacar N'Daye et Moussaci Seck |
| 3 juillet 1987 20h00 | ×2                  |                | ×3        | Salle Ibn Yassine, Rabat Arbitrage : Babacar N'Daye et Moussaci Seck |

- Algérie : Boussebt, Ouchia, Hammiche (4 buts), Azeb (3 buts), Boudrali, Benmeghsoula (2 buts) , Bouhalissa (3 buts), Belhocine(6 buts dont 3 pen.) , Bendjemil (5 buts dont 1 pen, ), Boutchiche, Bouchekriou ().
- Maroc : Ben Bouaza, El-Kacemi, Ben Abderrahmane (4 buts dont 1 pen., ), Adloune (5 buts), El-Anbri (1 but), Nait Ali (2 buts) , Sardi (2 buts), Yousfi (1but) , Echergui (), El-Ahmadi (1 but) (), Boulhouche. Entraineur : Ben Garbou.

Les résultats des autres matchs sont,, :
| Dimanche 5 juillet 1987 | Maroc | 19-19 (6-9) | Côte d'Ivoire | Salle Ibn Yassine, Rabat |

| Lundi 6 juillet 1987 | Égypte | 18-18 (8-8) | Côte d'Ivoire | Salle Ibn Yassine, Rabat |

| mardi 7 juillet 1987 | Algérie | 22-12 (10-5) | Égypte | Salle Ibn Yassine , Rabat |

| mercredi 8 juillet 1987 | Algérie | 33-27 (17-12) | Côte d'Ivoire | Salle Ibn Yassine , Rabat |

| Mercredi 8 juillet 1987 | Maroc | 15-22 | Égypte | Salle Ibn Yassine, Rabat |

Le classement final est
|   | Équipe        | Pts | J | G | N | P | Bp | Bc | Diff |
| - | ------------- | --- | - | - | - | - | -- | -- | ---- |
| 1 | Algérie       | 9   | 3 | 3 | 0 | 0 | 78 | 55 | 23   |
| 2 | Égypte        | 6   | 3 | 1 | 1 | 1 | 52 | 55 | -3   |
| 3 | Côte d'Ivoire | 5   | 3 | 0 | 2 | 1 | 64 | 70 | -6   |
| 4 | Maroc         | 4   | 3 | 0 | 1 | 2 | 50 | 64 | -14  |

### Poule B
Résultats
| Samedi 4 juillet 1987 | Tunisie | 24-21 | Sénégal | Salle Moulay Abdallah, Rabat |

| Dimanche 5 juillet 1987 | Angola | 15-16 (6-7) | RP Congo | Salle Moulay Abdallah, Rabat |

| Lundi 6 juillet 1987 | Sénégal | 22-27 (12-10) | RP Congo | Salle Moulay Abdallah, Rabat |

| Mardi 7 juillet 1987 | Tunisie | 20-21 | RP Congo | Salle Moulay Abdallah, Rabat |

| Mardi 7 juillet 1987 | Sénégal | 16-16 | Angola | Salle Moulay Abdallah, Rabat |

| Mercredi 8 juillet 1987 | Angola | 24-29 | Tunisie | Salle Moulay Abdallah, Rabat |

Le classement final est
|   | Équipe   | Pts | J | G | N | P | Bp | Bc | Diff |
| - | -------- | --- | - | - | - | - | -- | -- | ---- |
| 1 | RP Congo | 9   | 3 | 3 | 0 | 0 | 64 | 57 | 7    |
| 2 | Tunisie  | 6-1 | 3 | 2 | 0 | 1 | 73 | 66 | 7    |
| 3 | Angola   | 1   | 3 | 0 | 1 | 2 | 55 | 61 | -6   |
| 4 | Sénégal  | 1   | 3 | 0 | 1 | 2 | 59 | 67 | -8   |

Remarque : la Tunisie a été sanctionnée d'un point pour raison disciplinaire prise par les instances de la CAHB en conséquences des nombreuses réclamations formulées par la Tunisie envers les arbitres du match perdu contre le Congo : le dernier but des Congolais était considéré par les Tunisiens comme injustement validé par les arbitres.

## Phase de finale
|  | Demi-finales    | Demi-finales    |                        |    | Finale          | Finale          |
|  | Demi-finales    | Demi-finales    |                        |    | Finale          | Finale          |
|  |                 |                 |                        |    |                 |                 |
|  | 10 juillet 1987 | 10 juillet 1987 |                        |    | 12 juillet 1987 | 12 juillet 1987 |
|  | 10 juillet 1987 | 10 juillet 1987 |                        |    | 12 juillet 1987 | 12 juillet 1987 |
|  | Algérie         | 16              |                        |    | 12 juillet 1987 | 12 juillet 1987 |
|  | Algérie         | 16              |                        |    | 12 juillet 1987 | 12 juillet 1987 |
|  | Tunisie         | 15              |                        |    | 12 juillet 1987 | 12 juillet 1987 |
|  | Tunisie         | 15              | Algérie                | 22 |                 |                 |
|  | 10 juillet 1987 |                 | Algérie                | 22 |                 |                 |
|  |                 | Égypte          | 16                     |    |                 |                 |
|  | Égypte          | Égypte          | 16                     | 14 |                 |                 |
|  | Égypte          |                 |                        | 14 |                 |                 |
|  | RP Congo        | 13              |                        |    |                 |                 |
|  | RP Congo        | 13              | Match pour la 3e place |    |                 |                 |
|  |                 |                 |                        |    |                 |                 |
|  | 11 juillet 1987 |                 |                        |    |                 |                 |
|  |                 |                 |                        |    |                 |                 |
|  | Tunisie         | 21              |                        |    |                 |                 |
|  | Tunisie         | 21              |                        |    |                 |                 |
|  | RP Congo        | 16              |                        |    |                 |                 |
|  | RP Congo        | 16              |                        |    |                 |                 |

### Demi-finales
Les résultats des demi-finales sont :
| vendredi 10 juillet 1987 17h30 | Algérie | 16-15 | Tunisie | Salle Ibn Yassine, Rabat Arbitrage : El-Kouche, Kezouli |
| vendredi 10 juillet 1987 17h30 | Ouchia, Hammiche, Bouhalissa, Azeb, Boudrali, Belhocine, Bouchekriou, Boutchiche, Bendjemil, Benmeghssoula, Mohamed Esgheir, Boussebt | (6-9) | Zouabi, Khemissi (), Reyami, Mouatemiri, Djamil, Bernaoui, Abaci, Laaribi (), El-Gaid, Fnina, Khalladi, Sanaa. | Salle Ibn Yassine, Rabat Arbitrage : El-Kouche, Kezouli |
| vendredi 10 juillet 1987 17h30 | | ×2    | | Salle Ibn Yassine, Rabat Arbitrage : El-Kouche, Kezouli |

| vendredi 10 juillet 1987 | Égypte | 14-13 | RP Congo | Salle Ibn Yassine , Rabat Arbitrage : Babacar N'Daye et Moussaci Seck |
| vendredi 10 juillet 1987 | (5-5)  |       |          | Salle Ibn Yassine , Rabat Arbitrage : Babacar N'Daye et Moussaci Seck |

### Finale
Le résultat de la finale est :
| Dimanche 12 juillet 1987 | Algérie               | 22-16   | Égypte        | Salle Ibn Yassine, Rabat Arbitrage : Moelle et M'Voula |
| Dimanche 12 juillet 1987 | Abdelkrim Bendjemil 5 | (10-05) | Hichem Nasr 7 | Salle Ibn Yassine, Rabat Arbitrage : Moelle et M'Voula |
| Dimanche 12 juillet 1987 | ×1 ×6                 |         | ×3            | Salle Ibn Yassine, Rabat Arbitrage : Moelle et M'Voula |

- Algérie : Ouchia (GB), Boussebt (GB), Hammiche (3 buts, ), Akkeb (4), Azeb (2, ), Boudrali (), Bouchekriou (2, ), Bendjemil (5), Ait El-Hocine (2), Benmeghsoula (1, ), Mohamed Seghir (5, ), Djemaa (1). Entraineur : Derouaz
- Égypte : Ahmed Djaber (), Hichem Nasr (7 buts), Hossam Gharib (2, ), Issam El-Saadani (), Othman Al Seid, Yasser Lebib (1), Mohamed Al-Seid (4, ), Alaa Al Seid (1, ), Abderrahmane Al Bouhi (1), Ibrahim Massalhi, Adel El Cherkaoui, Othmane Salah. Entraineur : Samir Abdeldaim.

### Matchs de classements
Le résultat du match de classement pour la 3e place est
| Samedi 11 juillet 1987 | Tunisie | 21-16 | RP Congo |  |

Le résultat du match de classement pour la 5e place est
| Samedi 11 juillet 1987 | Angola | 23-21 | Côte d'Ivoire |  |

Le résultat du match de classement pour la 7e place est
| Samedi 11 juillet 1987 | Sénégal | 24-23ap | Maroc |  |

## Bilan

### Classement final
Le classement final de la compétition est :
|                             | Équipe        | Pts | J | G | N | P | Bp  | Bc | Diff |
| --------------------------- | ------------- | --- | - | - | - | - | --- | -- | ---- |
| Médaille d'or, Afrique      | Algérie       | -   | 5 | 5 | 0 | 0 | 116 | 86 | 30   |
| Médaille d'argent, Afrique  | Égypte        | -   | 5 | 2 | 1 | 2 | 82  | 90 | -8   |
| Médaille de bronze, Afrique | Tunisie       | -   | 5 | 3 | 0 | 2 | 109 | 98 | 11   |
| 4                           | RP Congo      | -   | 5 | 3 | 0 | 2 | 93  | 92 | 1    |
| 5                           | Angola        | -   | 4 | 1 | 1 | 2 | 78  | 82 | -4   |
| 6                           | Côte d'Ivoire | -   | 4 | 0 | 2 | 2 | 85  | 93 | -8   |
| 7                           | Sénégal       | -   | 4 | 1 | 1 | 2 | 83  | 90 | -7   |
| 8                           | Maroc         | -   | 4 | 0 | 1 | 3 | 73  | 88 | -15  |

L'Algérie est qualifiée pour les Jeux olympiques 1988 et l'Égypte pour le Championnat du monde B 1989.
À l'opposé, la Côte d'Ivoire, le Sénégal et le Maroc sont relégués dans le Championnat d'Afrique des nations B

### Statistiques et récompenses
- Meilleurs joueurs[8] :

1. Abdelkrim Bendjemil,  Algérie
2. Adloune,  Maroc
3. Bocko,  RP Congo

- Meilleurs gardiens[8] :

1. Maytodila,  RP Congo
2. Kamel Ouchia,  Algérie
3. El-Gaid,  Tunisie